# Hermafrodit adormit
L'Hermafrodit adormit és una escultura de marbre que representa el personatge de la mitologia grega Hermafrodit, fill d'Hermes i Afrodita, a grandària natural i recolzat sobre un matalàs. El matalàs l'afegí al 1620 l'artista italià Gian Lorenzo Bernini.

## Història
El model deriva, d'una banda, de les antigues representacions de Venus i altres nus artístics femenins, i, d'altra, de representacions contemporànies del déu hel·lenístic feminitzat Dionís-Bacus. És un tema repetit durant l'hel·lenisme i l'antiga Roma, si s'ha de jutjar pel gran nombre de versions que n'han sobreviscut.
Descobert a l'església de Santa Maria della Vittoria a Roma, aquest Hermafrodit adormit fou reclamat i comprat pel cardenal Scipione Caffarelli-Borghese i passà a formar part de la col·lecció Borghese. Després fou venut als invasors francesos durant la campanya d'Itàlia (1796-1797), i aquests el transferiren al Museu del Louvre, on és ara.
S'ha descrit aquest Hermafrodit com una còpia de l'època romana imperial, de bona qualitat, inspirat en un original en bronze d'un dels dos escultors grecs anomenats Policles, (probablement "el Jove", del s. II ae). L'escultura original, datada del voltant de 155 ae, també l'esmenta en Naturalis Història Plini el Vell.

## Còpia original de la col·lecció Borghese
Aquesta antiga escultura es trobà a la primeria del s. XVII, treta a la llum al parc de Santa Maria de la Victòria, prop de les Termes de Dioclecià i dels antics Orti Sallustiani. El descobriment es produí quan estaven realitzant les excavacions per als fonaments de l'església al 1608.
L'obra es mostrà als experts en art del moment, i el cardenal Borghese, a canvi de la concessió de l'estàtua, permeté a l'arquitecte de l'església Giovanni Battista Soria que n'acabara la façana (encara que només setze anys després). El cardenal dedicà una habitació expressament a l'estàtua en la seua nova mansió (Vil·la Borghese Pinciana).
Al 1620, un joveníssim Bernini, escultor llavors pupil i favorit dels Borghese, rebé 60 escuts per esculpir el matalàs de pedra sobre el qual Hermafrodit reposa. La realització fou tan sorprenentment realista que a primera vista els observadors pensaven que era real.
L'escultura fou adquirida el 1807, juntament amb altres peces de la mateixa col·lecció, pel príncep Camillo Filippo Ludovico Borghese, casat amb Paulina Bonaparte, i després fou traslladada al Museu del Louvre. Allí inspirà a l'autor anglés Algernon Charles Swinburne la seua poesia "Hermafrodit" de 1863.

## Còpies antigues
Una còpia datada del s. II es descobrí el 1781 i des de llavors ocupa el lloc de la primera còpia en la Galeria Borghese.
Una tercera variant en marbre se'n descobrí al 1880 a Roma. Aquesta obra és ara al Museu Nacional Romà situat al Palazzo Massimo alle Terme.
N'hi ha més còpies antigues en la Galeria Uffizi a Florència, els Museus Vaticans de Ciutat del Vaticà, al Museu Hermitage de Sant Petersburg. També n'hi ha una còpia en bronze de 1652 realitzada per Mateo Bonuccelli al Museu del Prado. Aquesta còpia, la dugué Velázquez d'Itàlia.

## Còpies modernes
Se'n feren moltes còpies als anys 1600, en diverses grandàries. Algunes còpies se'n realitzaren en bronze, com l'ordenada per Diego Velázquez per a Felipe IV d'Espanya, en l'actualitat en el Museu del Prado. Una altra còpia en marbre feta per Martin Carlier l'encarregà directament la cort reial francesa de Versalles. Segons Clark, aquesta obra influí clarament en el pintor espanyol en la Venus de l'espill.
Una còpia en bronze a escala reduïda en fou realitzada i signada per Giovanni Francesco Susini i ara és al Metropolitan Museum of Art de New York.
Una altra còpia a escala reduïda, feta en ivori per François duquesnoy, fou adquirida a Roma per John Evelyn el 1640.
L'artista estatunidenc Barry X Ball feu una escultura a grandària real a partir de la versió conservada al Museu del Louvre, en marbre negre de Bèlgica sobre una base de marbre de Carrara, i acabada el 2010.

## Galeria d'imatges
Imatges de Hermafrodit adormit a la Galeria Borghese. Escultura en marbre d'estil grec, còpia romana del s. II ae, d'un original hel·lenístic del s. II ae, restaurada el 1619 per David Larique. Sota l'escultura: un matalàs en marbre de Carrara realitzat per Gianlorenzo Bernini el 1619 a petició del cardenal Borghese. 1,69 m

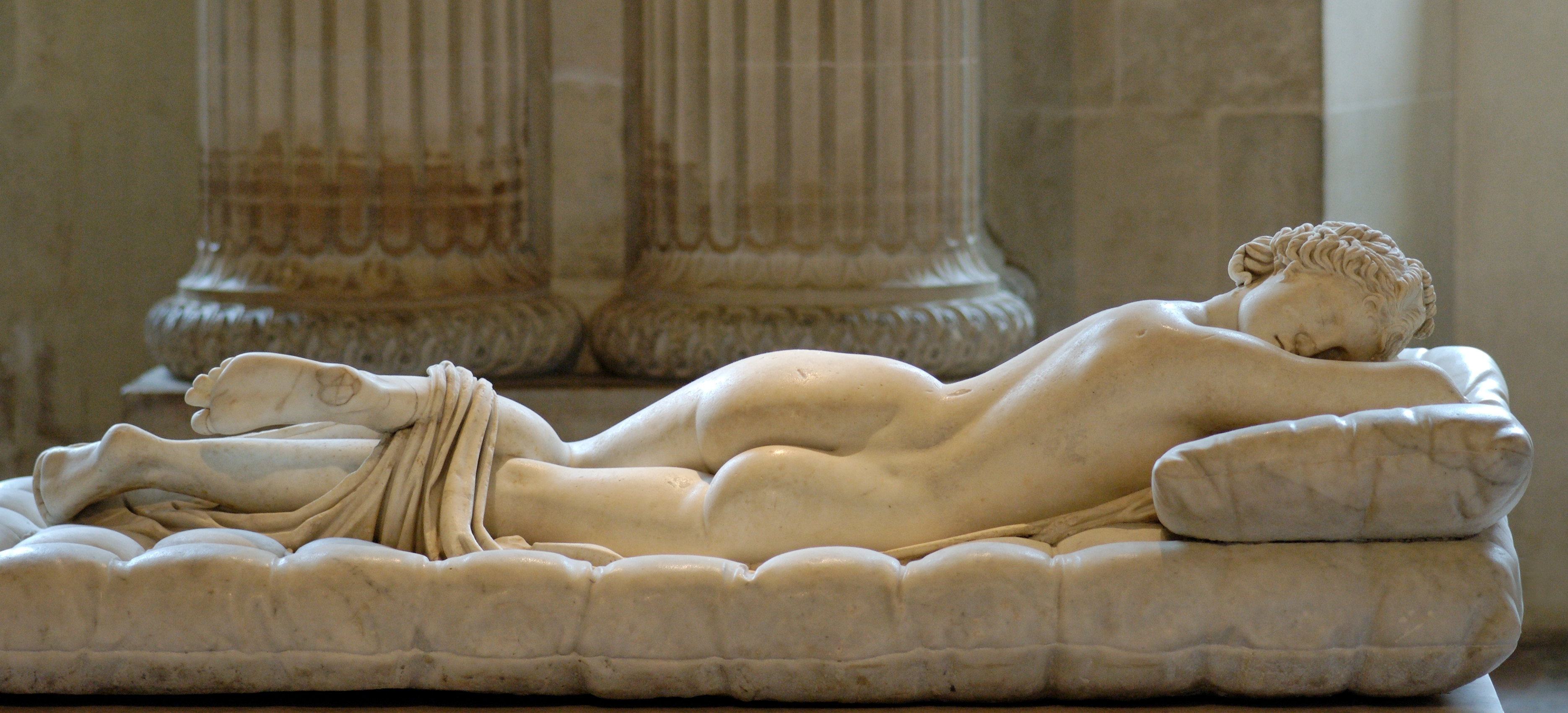
Vista general
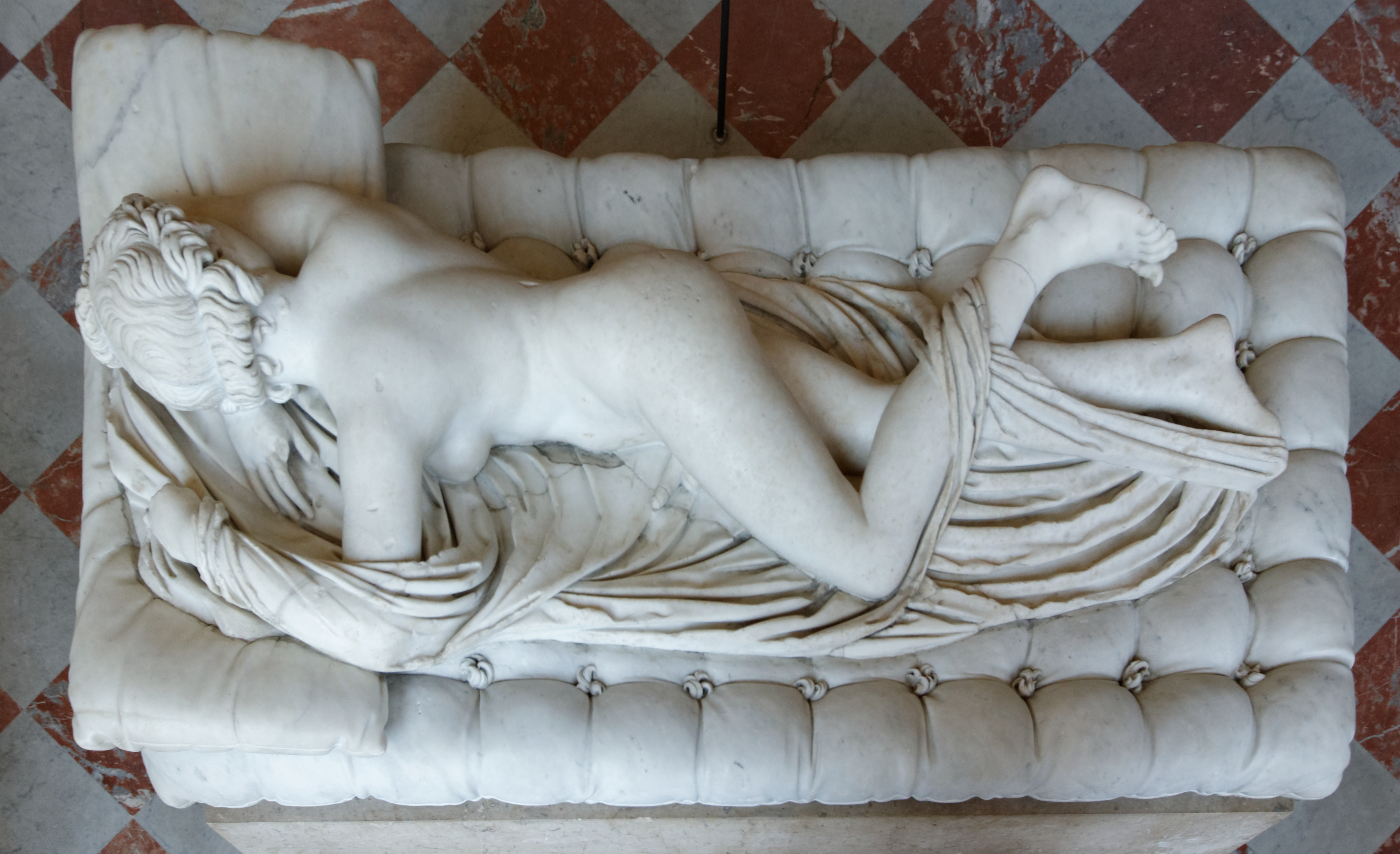
Vista des de dalt
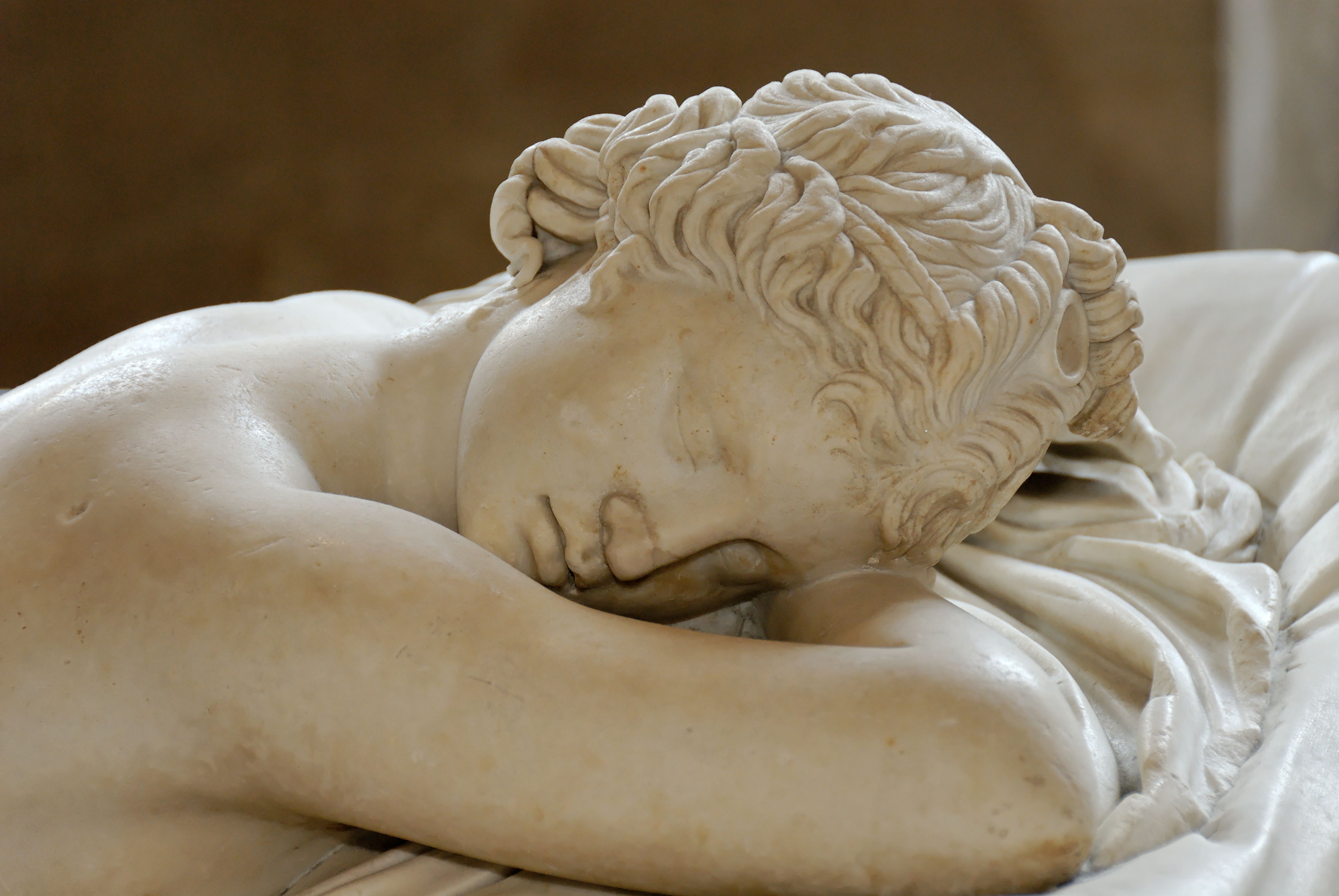
Primer pla de la cara
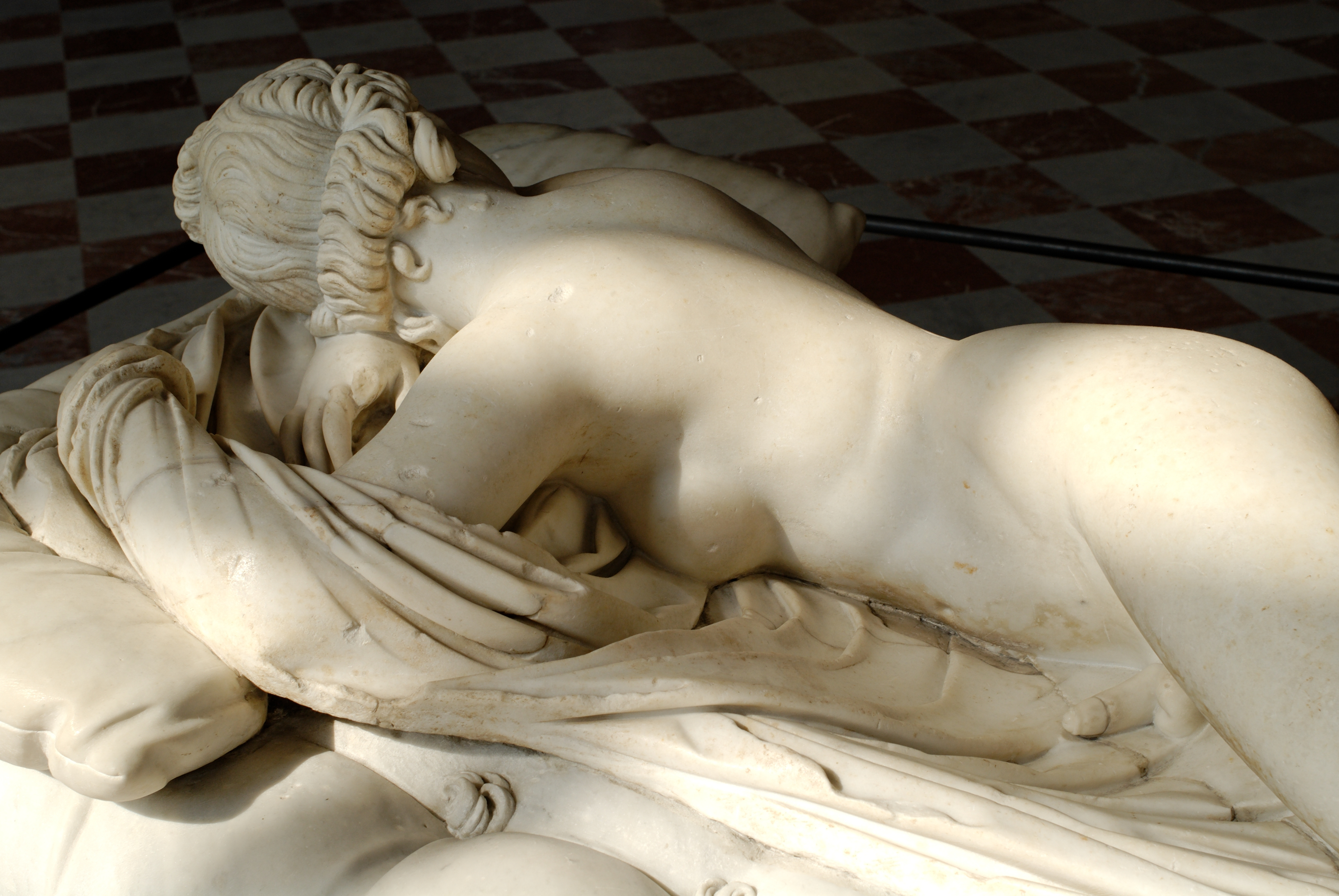
Vista per davant
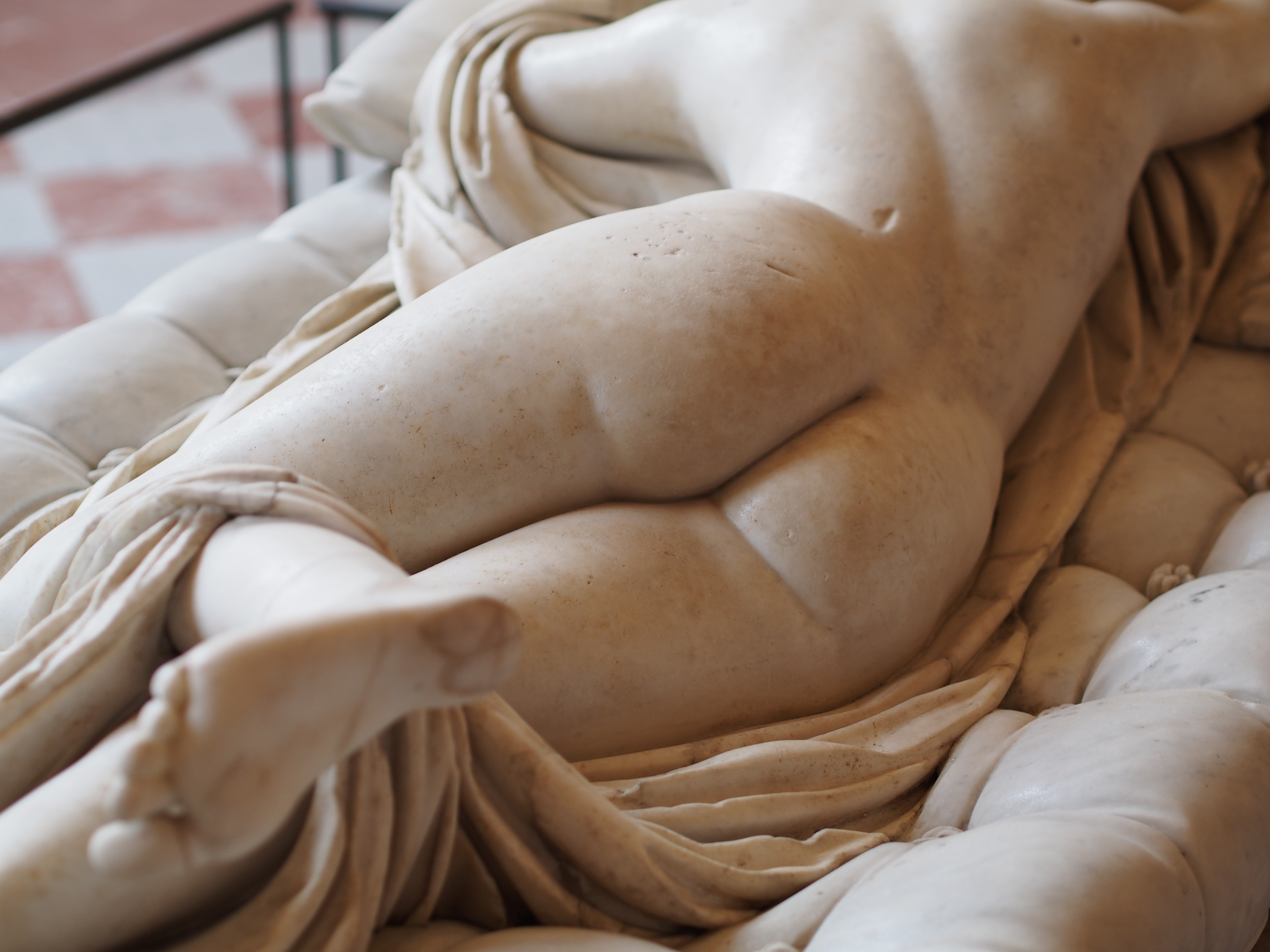
Vista posterior
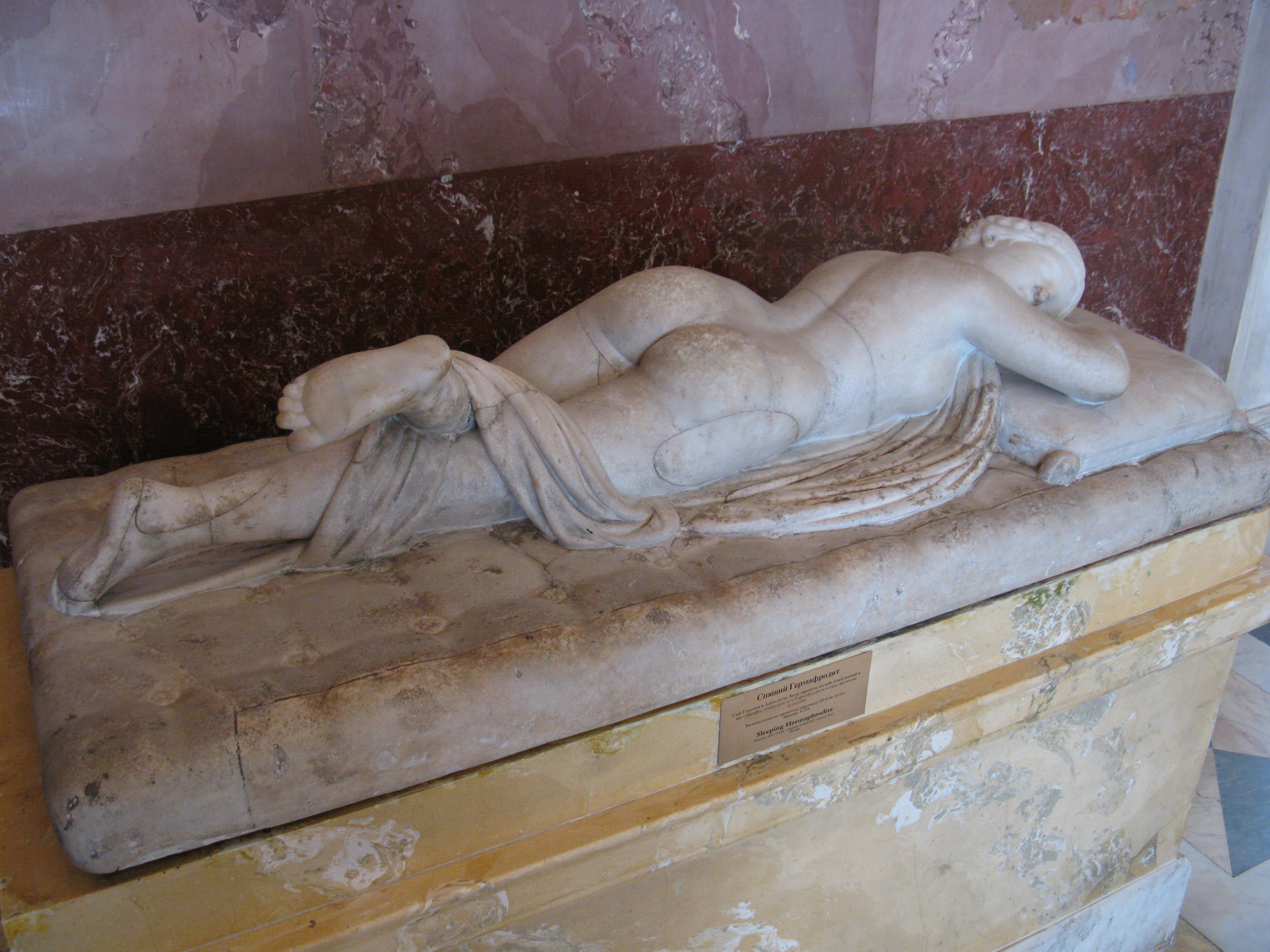
Còpia del Museu Hermitage

Copies de l'original

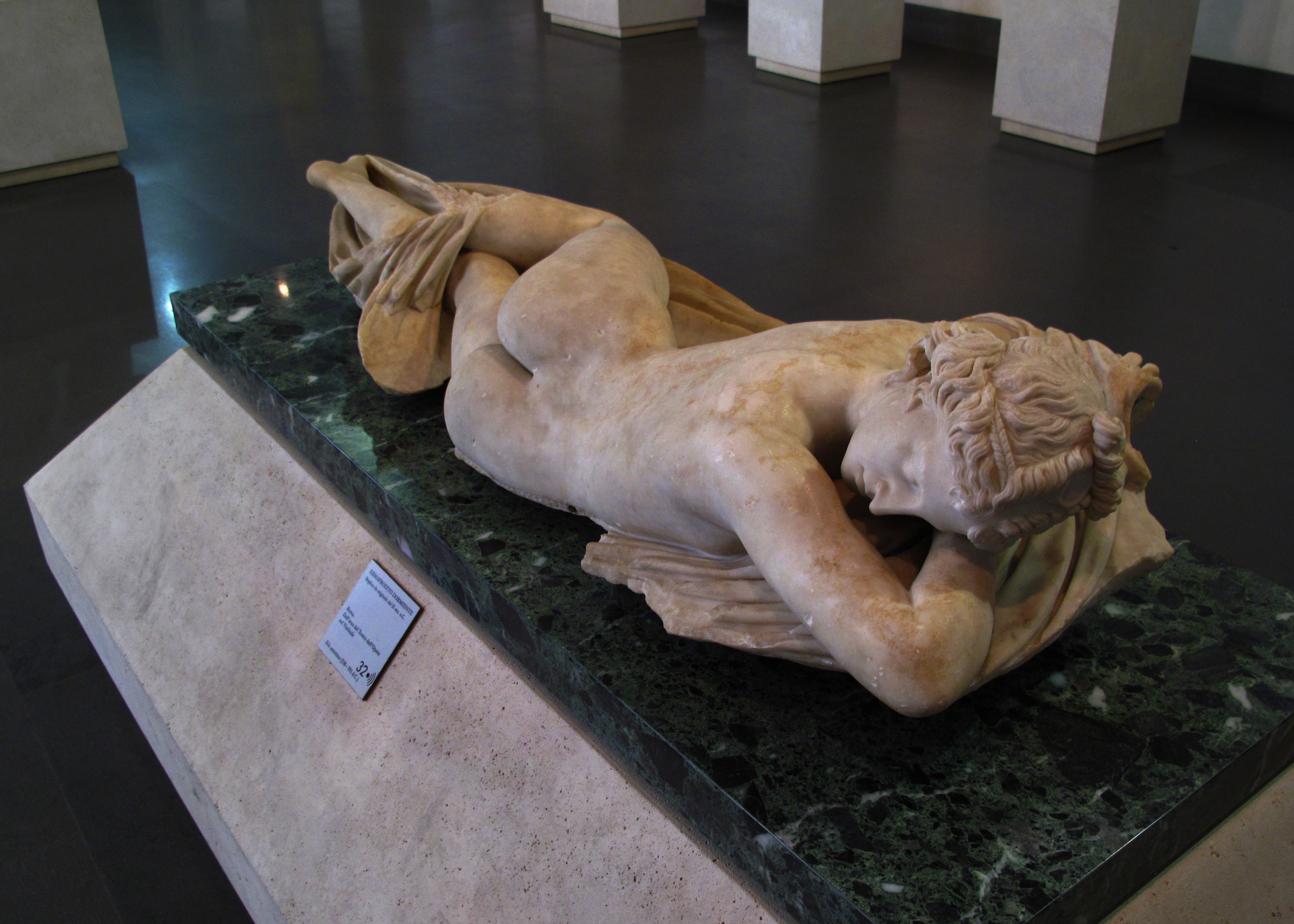
Una de les còpies al Museu Nacional Romà
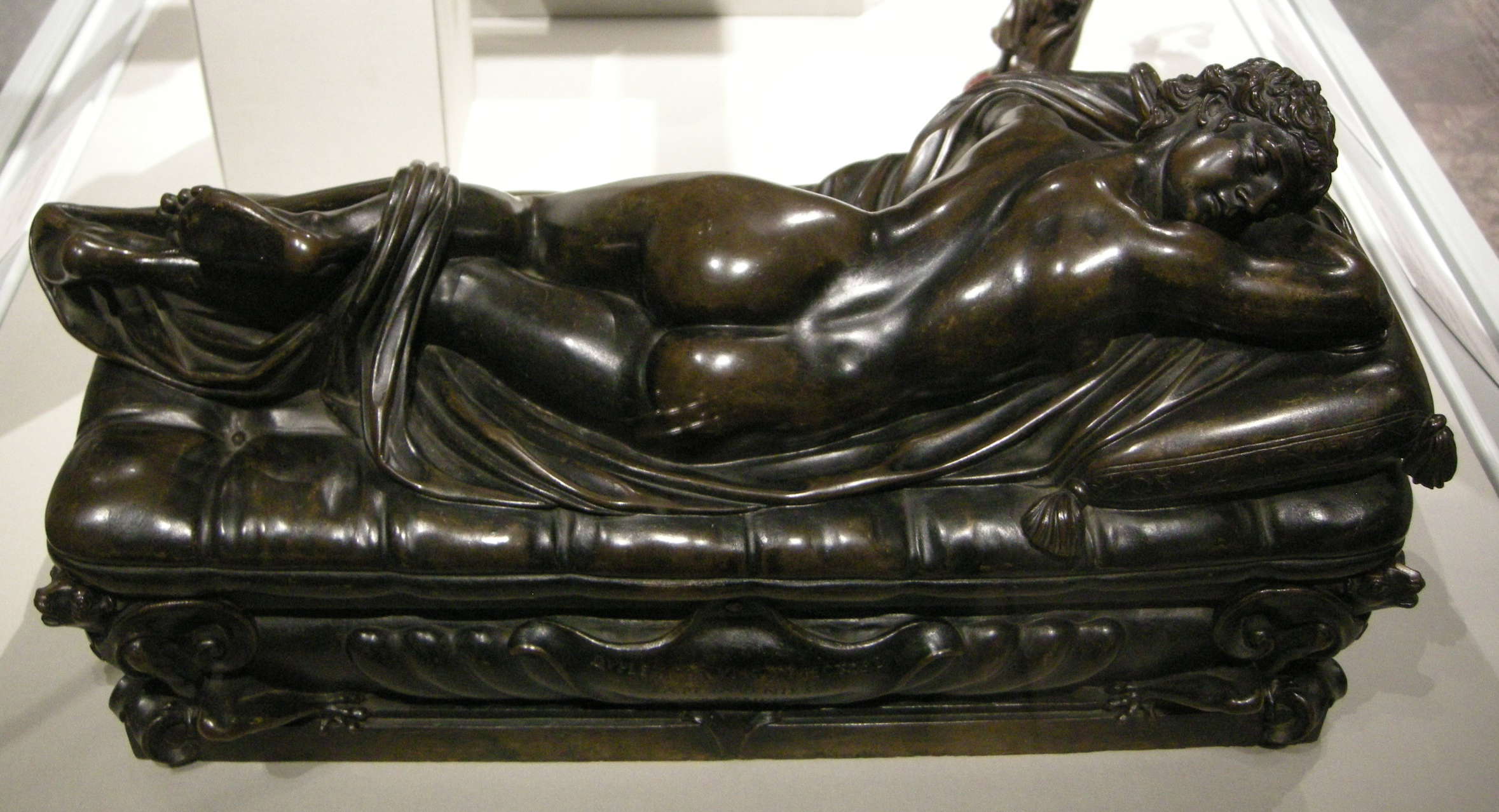
Còpia en bronze de Giovanni Francesco Susini